# Sebba
Sebba è un dipartimento del Burkina Faso classificato come città, capoluogo della provincia di Yagha, facente parte della Regione del Sahel.
Il dipartimento si compone del capoluogo e di altri 18 villaggi: Bagnaba, Bandihossi, Diogora, Gandi, Gatougou, Gongongou, Guendé, Guissangou, Helga, Ibbal, Kankanfogou, Kirgou, Namantougou, Niaptana, Notou, Tambondi, Tandialouol e Wantarangou.